# 山东石油化工学院
山东石油化工学院是中华人民共和国的一所全日制本科公办普通高等学校，位于山东省东营市东营区。
2003年3月，石油大学（华东）在东营市成立独立学院石油大学胜利学院。2005年3月，更名为中国石油大学胜利学院。2021年1月，转设为山东石油化工学院。
现今，山东石油化工学院面向中国大陆28个省市区招生，开设了涵盖工学、理学、管理学、文学、教育学、艺术学、医学、法学、经济学等9大学科门类的37个本科专业，形成了以石油、化工、机械等工业类学科为主，多科系协调发展的学科专业结构体系。